# Дивізія (Білгород-Дністровський район)
Диві́зія — село, центр сільської громади в Білгород-Дністровському районі Одеської області України. З 17 липня 2020 року — адміністративний центр Дивізійської сільської громади Білгород-Дністровського району, створеної в рамках адміністративно-територіальної реформи в Україні 2015—2020 рр
Розташоване поблизу річки Хаджидер, що впадає до лиману Хаджидер, за 35 км від районного центру і за 12 км від залізничної станції Кулевча (на лінії Одеса-Ізмаїл). Найближчим населеним пунктом до Дивізії є село Безім'янка. Сільраді підпорядковане село Лиман. У селі Дивізія працює сільськогосподарське підприємство «Україна».
Найбільші вулиці села — вулиця Леніна і вулиця Першотравнева.

## Історія

### Топонім→Ойконім
Назви поселення, що знайдені на історичних картах різного часу:
- 1792 — турецько-татарське поселення Ису…[1].
- 1823 — фр. Dewedgi, рос. Деведжи[2].
- 1868 — рос. Дивизія[3].
- 1877 — рум. Divisyu[4].
- 1897 — нім. Diwizia[5].
- 1901 — нім. Diwisija[6].
- 1921 — рос. Дивизія[3][7].
- 1925 — англ. Divisiya[8].

### Хронологія
В околицях Дивізії виявлені стоянка епохи мезоліту (10-8 тисяч років тому), поселення епохи бронзи (II тисячоліття до н. е.) та перших століть нашої ери.
Село офіційно засноване в 1818 році солдатами, що відслужили свій термін. Солдати іменували себе «дивізійними». Звідси пішла назва села, у якому згодом стали селитися селяни-втікачі.
У 1823 році відбулося освячення Свято-Архангело-Михайлівського храму. У 1866 році було відкрито однокласне парафіяльне училище для дітей, перетворене в 1874 роців училище Міністерства народної освіти. У 1874 році відбулося відкриття однокласної школи, яка була перетворена в 1906 році в двокласну. 31 березня 1899 була відкрита церковна бібліотека.
Станом на 1886 рік у селі, центрі Дивізійської волості Аккерманського повіту Бессарабської губернії, мешкало 2326 осіб, налічувалось 285 дворових господарств, існували православна церква, школа та лавка.
Радянська влада встановлена в січні 1918 року. У період окупації краю Румунією жителі села активно виступали за возз'єднання з Радянською Україною. У липні 1918 року вони вигнали волосного субпрефекта і призначили на цю посаду свого представника, учасника революційного руху. Після масових арештів і репресій сюди повернувся ставленик окупантів.
1924 року був створений підпільний революційний комітет, а в період підготовки до збройного повстання — підрайонний комітет бойових організацій. Багато жителів Дивізії брали участь у Татарбунарському повстанні, 14 з них були арештовані поліцією після придушення повстання, п'ятеро засуджені трибуналом до тюремного ув'язнення.
1930 року 11 селян були внесені жандармами до списків осіб, підозрюваних у комуністичній пропаганді. У 1931 році поліція заарештувала за розповсюдження листівок Л. Мирощенков, А. Колесніченко, С. Козачкова і Г. Котляренко. Трибунал засудив їх до тюремного ув'язнення строком від 3 до 10 років і штрафу в 10 тис. лей. 1935 році в Дивізії діяли 45 революціонерів-підпільників. Це було найбільше підпілля в повіті. Радянська влада відновлена в червні 1940 року.
В період Німецько-радянської війни 511 жителів села зі зброєю в руках билися з ворогом на фронтах, 106 з них нагороджені орденами і медалями СРСР. 273 людини загинули в боротьбі з нацизмом.
За 1967—1977 роки в селі побудовано 120 нових індивідуальних будинків і шістнадцяті-квартирний будинок для фахівців сільського господарства і вчителів. У селі є середня і восьмирічна школи, де 30 вчителів навчають 520 учнів, будинок культури з залом на 650 місць, дві бібліотеки з книжковим фондом 18,5 тис. примірників, дільнична лікарня на 50 ліжок з амбулаторією (18 медпрацівників, з них 4 лікаря), три дошкільних дитячих заклади, 11 магазинів, їдальня, будинок побуту з ательє з пошиття одягу, хімчисткою і телеательє, відділення зв'язку, ощадна каса.
На території Дивізії знаходиться центральна садиба багатогалузевого сільгосппідприємства «Україна», за яким закріплено 9,6 тис. га сільськогосподарських угідь, у тому числі 8,4 тис. га орної землі. Сільгосппідприємство спеціалізується на вирощуванні племінних телиць для всіх господарств району та виробництві яєць. Підсобні підприємства — лісопильня, черепичний цех, вино-завод.

## Населення
Дворів — 1112, населення — 3026 осіб. (1983)
Згідно з переписом УРСР 1989 року чисельність наявного населення села становила 2333 особи, з яких 1057 чоловіків та 1276 жінок.
За переписом населення України 2001 року в селі мешкало 2080 осіб.
У 2002 році виборче право мали 2076 осіб. Під час виборів у селі формуються дві виборчі дільниці..
2078 (2009)

### Мова
Розподіл населення за рідною мовою за даними перепису 2001 року:
| Мова       | Відсоток |
| ---------- | -------- |
| українська | 92,59 %  |
| російська  | 5,00 %   |
| молдовська | 0,96 %   |
| болгарська | 0,72 %   |
| вірменська | 0,29 %   |
| гагаузька  | 0,29 %   |
| білоруська | 0,05 %   |

## АТП (адміністративно-територіальний поділ)
- 16 ст. — Золота орда → Ногайська орда → Мала Ногайська орда → Білгородська орда
- 17-18 ст. — Османська імперія \ Сілістра (еялет) \ Аккерманська каза \ Буджацька орда
- 1818 — Російська імперія \ Новоросія \ Бессарабська область \ Аккерманський повіт \ Дивізійська волость \ село Дивізія
- 1849 — Російська імперія \ Новоросія \ Бессарабська область \ Буджак \ Аккерманський повіт \ Дивізійська волость \ село Дивізія[16]
- 1856 — Османська імперія \ Молдовське князівство
- 1858 — Османська імперія \ Об'єднане князівство Волощини і Молдови
- 1859 — Османська імперія \ Князівство Румунія
- 1859 — Російська імперія \ Новоросійський край \ Бессарабська губернія \ Буджак (історична область) \ Аккерманський повіт \ 3-ій участок \ Дивізійська волость \ село Дивізія (№ 285)[17] |  | ...село казенное Дивизія... в балке при речке Гаджидеръ... церковь православная-1... |
- 1873–1918 — Російська імперія \ Новоросійська група \ Бессарабська губернія \ Буджак \ Аккерманський повіт \ 2-ий стан \ Дивізійська волость \ село Дивізія[18]
- 1918–1940 — Румунське королівство \ цинут Ністру \ Аккерманський жудець \ Тузлівский плас \ комуна Дивізія[19]
- 07.08.1940 — СРСР \ УРСР \ Аккерманська область \ Тузлівський район \ Дивізійська сільська рада \ село Дивізія
- 07.12.1940 — СРСР \ УРСР \ Ізмаїльська область \ Тузлівський район \ Дивізійська сільська рада \ село Дивізія
- 1941–1944 — Румунське королівство \ Губернаторство Бессарабія \ Аккерманський жудець \ Тузлівский плас \ комуна Дивізія[20]
- 01.09.1946 — СРСР \ УРСР \ Ізмаїльська область \ Тузлівський район \ Дивізійська сільська рада \ село Дивізія (№ 309)[21]
- 15.02.1954 — СРСР \ УРСР \ Одеська область \ Тузлівський район \ Дивізійська сільська рада \ село Дивізія
- 01.01.1959 — СРСР \ УРСР \ Одеська область \ Татарбунарський район \ Дивізійська сільська рада \ село Дивізія
- 01.01.1979 — СРСР \ УРСР \ Одеська область \ Татарбунарський район \ Дивізійська сільська рада \ село Дивізія[22]
- 24 серпня 1991 — Україна \ Одеська область \ Татарбунарський район \ Дивізійська сільська рада \ село Дивізія

## Релігія

### Православна церква
|  | ...В 1823 г. основана деревня Кебабча. В этом же году основан приход и к нему приписано селение Дивизиу (ныне с. Дивизия)... |

|  | ...Деревня Дивизиу (ныне с. Дивизия) основана в 1818 г. Приписана она была к приходу с. Тузлы. В 1823 г. состоялось освящение Свято-Архангело-Михайловского храма. В 1866 г. состоялось открытие одноклассного приходского училища для детей обоего пола, преобразованного в 1874 г. в училище Министерства народного просвещения. Епископ Кишиневский и Хотинский Павел (Лебедев) посетил приход в 1873 и 1876 гг. В 1874 г. состоялось открытие одноклассной школы, преобразованной в 1906 г. в двухклассную. 31 марта 1899 г. была открыта церковная библиотека. В 1907 г. введена вакансия второго священника. 25 сентября 1914 г. на должность второго священника назначен заштатный протоиерей Димитрий Чекира. 22 октября 1995 г. митрополит Агафангел совершил освящение Свято-Архангело-Михайловского храма... |

- 1813 — Вселенська Православна Церква \ РПЦ \ Єпархія Кишинівська і Хотинська[24] \
- 1818 — Вселенська Православна Церква \ РПЦ \ Єпархія Кишинівська і Хотинська \ парафія с. Тузли
- 1823 — Вселенська Православна Церква \ РПЦ \ Єпархія Кишинівська і Хотинська \ парафія с. Кебабча
- 1823 — Вселенська Православна Церква \ РПЦ \ Єпархія Кишинівська і Хотинська \ парафія с. Дивізія (Свято-Архангело-Михайлівський храм)
- 1864 — Вселенська Православна Церква \ РумПЦ[25] \ Митрополія Бессарабська[26] \ Єпіскопія Нижньо-Дунайська \ ---------- округа \ парафія с. Дивізія (Свято-Архангело-Михайлівський храм)
- 1878 — Вселенська Православна Церква \ РПЦ \ Єпархія Кишинівська і Хотинська \ парафія с. Дивізія (Свято-Архангело-Михайлівський храм)
- 1918 — Вселенська Православна Церква \ РумПЦ \ Митрополія Кишинівська і Бессарабська \ Єпіскопія Нижньо-Дунайська \ ---------- округа \ парафія с. Дивізія (Свято-Архангело-Михайлівський храм)
- 1923 — Вселенська Православна Церква \ РумПЦ \ Митрополія Кишинівська і Бессарабська \ Єпіскопія Четатя-Альбе-Ізмаїл[27] \ ---------- округа \ парафія с. Дивізія (Свято-Архангело-Михайлівський храм)
- 1944 — Вселенська Православна Церква \ РПЦ \ Єпархія Кишинівська і Молдавська \ парафія с. Дивізія (Свято-Архангело-Михайлівський храм)
- 1992 — Вселенська Православна Церква \ Патріархат Московський і всієї Руси \ УПЦ МП \ Митрополія Київська і всієї України\ Митрополія Одеська та Ізмаїльська \ Татарбунарський благочинний округ \ парафія с. Дивізія (Свято-Архангело-Михайлівський храм)
- 1992 — Вселенська Православна Церква \ РумПЦ \ Митрополія Бессарабська \
- 1992 — Патріархат Київський і всієї Руси-України \ УПЦ КП \ Єпархія Одеська \

## Пам'ятники
На честь тих що загинули в боротьбі з нацизмом споруджено обеліск.

## Відомі люди
- Учасник Татарбунарського повстання 1924 р. Д. Р. Максименко.
- Голова колгоспу «Україна» (с. Дивізія) Кожушко Микола Григорович, убитий румунами (* 1898 — † 19 січня 1943)
- Знатний комбайнер колгоспу «Україна» (с. Дивізія) Ф. А. Матвієнко
- За трудові успіхи 183 особи нагороджені орденами і медалями Союзу РСР, у тому числі двома орденами Леніна та орденом Жовтневої Революції — голова правління колгоспу С. Т. Волков, орденом Леніна — доярка Т. В. Гончаренко, орденом Жовтневої Революції — садівник К. О. Бондаренко та агроном В. Е. Дяченко.